# ГЕС Itezhi-Tezhi
ГЕС Itezhi-Tezhi — гідроелектростанція в Замбії за 250 км на захід від столиці країни Лусаки. Знаходячись перед верхньою ГЕС в ущелині Кафуе, становить перший ступінь у каскаді на Кафуе (найбільша ліва притока річки Замбезі, що відноситься до басейну Індійського океану).
На початку 1970-х ввели в експлуатацію гідроелектростанцію, котра використовувала падіння Замбезі в ущелині Кафуе. Висота цієї споруди була обмежена через знаходження вище від ущелини пласкої болотяної рівнини, затоплення якої призвело б до надмірних втрат на випаровування — можливо відзначити, що у вологий період на цій рівнині утворюється озеро, яке при глибині всього 2 метри має площу 4340 км2.
Враховуючи сказане, вирішили організувати накопичення ресурсу вище за течією річки, до її виходу на болотяну місцевість, для чого в 1973—1977 роках спорудили греблю Itezhi-Tezhi. Це кам'яно-накидна споруда з глиняним ядром, яка має висоту 55 метрів, довжину 1500 метрів та потребувала 8,5 млн м3 матеріалу. Для перепуску надлишкової води під нею проклали два тунелі довжиною по 0,5 км та перетином по 190 м2. Разом з допоміжною кам'яно-накидною греблею споруда утримує витягнуте по долині річки на 300 км водосховище з об'ємом 5,7 млрд м3 (в тому числі призначений для використання гідроенергетикою 4,2 млрд м3 плюс 0,75 млрд м3 резервний на випадок повеней). Зі сховища відпускають воду в об'ємах, необхідних для роботи станції в ущелині Кафуе — приблизно 250 м3/с з гарантованим мінімумом в посушливий сезон 120 м3/с.
В 2010-х роках, на тлі дефіциту генеруючих потужностей, вирішили створити при греблі Itezhi-Tezhi гідроелектростанцію, для чого один із зазначених вище тунелів перетворили на підвідний до машинного залу. Нижня частина останнього, призначена для розміщення турбін, заглиблена в землю, для чого знадобилась вибірка 140 тисяч м3 скельних порід. Над турбінами в наземному приміщення розташовані генератори.
Основне обладнання станції складають дві турбіни типу Каплан потужністю по 60 МВт, які при напорі у 40 метрів повинні виробляти 611 млн кВт-год електроенергії на рік.
Видача продукції відбувається по ЛЕП, розрахованій на напругу 330 кВ.
Проект ГЕС спільно реалізували державна енергетична компанія Zambia Electricity Supply Corporation та індійська Tata Power, а його введення в експлуатацію припало на 2016 рік.